# Distretto di Anning
Il distretto di Anning (安宁区S, Ānníng QūP) è un distretto della Cina, situato nella provincia del Gansu.